# Mario Palandri
Mario Palandri (Livorno, 10 settembre 1904 – 31 maggio 1951) è stato un calciatore italiano, di ruolo attaccante.

## Carriera
Giocò in Serie A ed in Divisione Nazionale con il Livorno.